# Tumbling Dice
«Tumbling Dice» —en español: «Dados lanzados»— es una canción de rock del grupo The Rolling Stones. Fue escrita por el cantante Mick Jagger y el guitarrista Keith Richards para el álbum doble Exile on Main St., publicado en el año 1972, y editada como el primer sencillo de dicho disco el 14 de abril de ese año. El tema se convirtió en uno de los predilectos del grupo para sus actuaciones en directo: lo interpretaron en casi todos sus conciertos desde su creación. Esta composición llegó al número siete en las listas de éxito estadounidenses y al número cinco en el Reino Unido. 
La canción fue grabada en Francia, en el sótano de Villa Nellcôte, como la gran parte de las canciones del doble LP, el 3 de agosto de 1971. Mick Taylor, guitarrista del grupo, tocó el bajo en el tema debido a que el bajista, Bill Wyman, estaba ausente aquella noche. Por su parte, Mick Jagger tocó la guitarra. La letra cuenta la historia de un jugador que no puede serle fiel a ninguna mujer. 
De esta pieza se han creado numerosas versiones en estilos tan diversos como el reggae, el bluegrass o el noise rock. Una versión de 1978 interpretada por Linda Ronstadt también fue un sencillo de éxito que se incluyó en el filme FM. En noviembre de 2004 fue colocada por la revista estadounidense Rolling Stone en el puesto 424 entre Las 500 mejores canciones de todos los tiempos.

## Grabación
«Good Time Women», una versión temprana de «Tumbling Dice», fue grabada durante las sesiones de Sticky Fingers, el álbum anterior a Exile on Main St. Esta canción era un boogie-woogie que descansaba sobre el piano de Ian Stewart. Las dos versiones tenían una estructura similar, en el sentido de que poseían la misma progresión de acordes y melodías parecidas. De igual modo, Jagger cantaba en ambas acompañado de la guitarra en solitario de Richards. No obstante, «Good Time Women» carecía del riff de entrada, de las voces de fondo y del ritmo que caracteriza el sonido groove de la versión final.
«Tumbling Dice» se grabó en el sótano de Villa Nellcôte, la casa de Richards cerca de Villefranche-sur-Mer. El grupo se había mudado a Francia a principios del año 1971 para eludir los altos impuestos que tenían que pagar en el Reino Unido. La grabación de Exile on Main St. se realizaba por las noches, con el personal presente en cada momento; durante el día, toda la banda dormía. En el libro Rolling With the Stones, Bill Wyman afirma: "El 3 de agosto trabajamos en «Good Time Women» y cuando llegué al día siguiente me encontré a Mick Taylor tocando el bajo. Estuve perdiendo el tiempo hasta las tres de la madrugada y luego me marché". En las notas del álbum recopilatorio Jump Back: The Best of The Rolling Stones, Richards declara: "Me acuerdo de haber escrito el riff en el piso de arriba, en el elegante salón y de que la llevamos a la planta inferior esa misma noche y la grabamos". Jagger afirmó que el tema de la letra acerca del juego y el amor surgió del hecho de que "teníamos muchos amigos que en esa época solían volar a Las Vegas los fines de semana". Villa Nellcôte, situada en el sur de Francia, también tenía varios casinos cerca. Las voces femeninas de fondo se grabaron con posterioridad en Los Ángeles.
El sencillo se publicó el 14 de abril de 1972. Fue el 23.er sencillo del grupo en los Estados Unidos y el 17.º en el Reino Unido. La cara B fue «Sweet Black Angel», una canción escrita por Jagger sobre la activista afrodescendiente Angela Davis, miembro de las Panteras Negras.

## Estructura
«Tumbling Dice» es conocida por su ritmo groove. El miembro de Aerosmith, Joe Perry declaró que la canción es "tan despreocupada, realmente te absorbe...". A menudo la creación de esta sensación se atribuye al tempo de la canción. Se sabe que Jagger y Richards discutieron acerca de la velocidad con la que debía sonar en los conciertos; Jagger era partidario de hacer el tempo algo más rápido. La estructura lírica de la canción es irregular. Mientras que la mayoría de las composiciones tiene el mismo número de versos por cada estrofa, aquí la primera estrofa tiene ocho líneas, la segunda seis y la última sólo dos. La longitud del estribillo también sufre variaciones.
En cada estribillo del tema, el piano, el bajo y la batería se retiran mientras las voces de fondo cantan "you got to roll me" (tienes que hacerme rodar) y suena la característica guitarra. El tercer estribillo desemboca en la coda de la composición. Poco a poco, la sección de ritmos se va abriendo camino en la canción. La coda incluye una sección de llamada y respuesta en la que las voces de fondo cantan "you got to roll me", a lo que Jagger y Richards contestan con "keep on rolling". Esto sucede mientras el baterista Charlie Watts imprime un palpitante ritmo a la pieza. Al rato, Watts deja de tocar su patrón de ritmo; la coda continúa aún durante otro minuto con una improvisación vocal de Jagger. Finalmente, la canción termina con una disminución gradual de volumen.

## En directo
The Rolling Stones tocaron por primera vez «Tumbling Dice» en directo el 3 de junio de 1972 en el Pacific Coliseum de Vancouver, Columbia Británica, en el inicio de su gira 1972 North American Tour. Desde entonces, ha estado presente en todas las giras del grupo hasta el No Filter Tour 2017-19.
La canción apenas ha estado ausente en directo, faltando solo en siete conciertos de gira y en un puñado de actuaciones benéficas. Del 29 de abril al 3 de mayo de 1976, durante el Tour of Europe '76, los Stones no tocaron la canción. El 5 de junio de 1982, diez años y dos días después de su primera interpretación en vivo, la sacaron de su repertorio. Las dos primeras noches del No Security Tour de 1999, tampoco fue interpretada. El 17 de septiembre de 2005 tampoco fue incluida en el setlist del concierto del A Bigger Bang Tour.
Linda Ronstadt se unió a The Rolling Stones en el escenario para interpretarla el 21 de julio de 1978.

## Personal
Acreditados:
- Mick Jagger: voz principal y guitarra
- Keith Richards: guitarra, coros
- Mick Taylor: bajo
- Charlie Watts: batería
- Nicky Hopkins: piano
- Bobby Keys: saxofón
- Jim Price: trompeta
- Clydie King: coros
- Vanetta Fields: coros
- Sherlie Matthews: coros

## Posicionamiento en las listas
| Listas (1972)                      | Mejor posición |
| ---------------------------------- | -------------- |
| Alemania (Media Control AG)        | 17             |
| Bélgica (Flandes) (Ultratop 50)    | 28             |
| Canadá (RPM Hot 100)               | 7              |
| Estados Unidos (Billboard Hot 100) | 7              |
| Irlanda (IRMA)                     | 14             |
| Noruega (VG-lista)                 | 6              |
| Países Bajos (Mega Single Top 100) | 5              |
| Reino Unido (UK Singles Chart)     | 5              |